# Erythrophaia eudoxia
Erythrophaia eudoxia är en fjärilsart som beskrevs av Otto Staudinger 1891. Erythrophaia eudoxia ingår i släktet Erythrophaia och familjen nattflyn. Inga underarter finns listade i Catalogue of Life.